# Phigalia strigataria
Phigalia strigataria là một loài bướm đêm trong họ Geometridae.